# إيفان ميلوشيفيتش
إيفان ميلوشيفيتش (بالسيريلية الصربية: Ivan Milošević) هو لاعب كرة قدم صربي في مركز الدفاع، ولد في 3 نوفمبر 1984 في تشاتشاك في صربيا. لعب مع ملادوست لوتشاني ونابريداك كروشيفاتس ونادي بونيودكور ونادي كارباتي لفيف.

## وصلات خارجية
- إيفان ميلوشيفيتش على موقع الاتحاد الأوربي (الإنجليزية)
- إيفان ميلوشيفيتش على موقع اتحاد أوكرانيا (الإنجليزية)
- إيفان ميلوشيفيتش على موقع قاعدة بيانات كرة القدم.إي يو (الإنجليزية)
- إيفان ميلوشيفيتش على موقع Soccerbase.com (لاعب) (الإنجليزية)
- إيفان ميلوشيفيتش على موقع Soccerway.com (الإنجليزية)
- إيفان ميلوشيفيتش على موقع عالم كرة القدم.نت (الإنجليزية)